# Jaroslav Bouda
Jaroslav Bouda (23. února 1898, Praha-Malá Strana  – 5. července 1919, Praha) byl český kreslíř a malíř, starší bratr Cyrila Boudy.

## Život
Jaroslav Bouda byl synem středoškolského profesora kreslení Aloise Boudy a malířky Anny Boudové Suchardové, starší bratr Cyrila Boudy. Vyučil se na Odborné zlatnické škole v Praze a poté v letech 1916-1919 studoval na Akademii výtvarných umění V Praze u prof. Vojtěcha Hynaise. Poprvé vystavoval roku 1902 v Kutné Hoře.
V 1. světové válce bojoval na italské frontě. Po návratu domů v následujícím roce tragicky zemřel ve věku 21 let (utopil se). Je pohřben na dejvickém hřbitově. Pískovcový náhrobek s reliéfem vztyčené mužské postavy s rukama nad hlavou vytvořil František Bílek. Po stranách je nápis: „Kéž jehož duše, uvolněná od těla světa i klenby nebe, utone ve věčném souladu!“

## Dílo
Od raného dětství kreslil po vzoru svých rodičů, ale během studia na AVU se dopracoval k vlastnímu osobitému projevu. Během svého krátkého života vytvořil tisíce kreseb. Byl považován za mimořádně nadaného umělce. Čelakovského Veliký ptačí trh z Ohlasu písní ruských, který jako patnáctiletý přepsal archaizujícím písmem a doprovodil ilustracemi pro svou matku, vyšel tiskem roku 1913. V roce 1908 vystavoval v Londýně na 3. mezinárodním sjezdu pro povznesení vyučování kreslení. Většina jeho pozůstalosti je uložena v Památníku národního písemnictví.

## Galerie

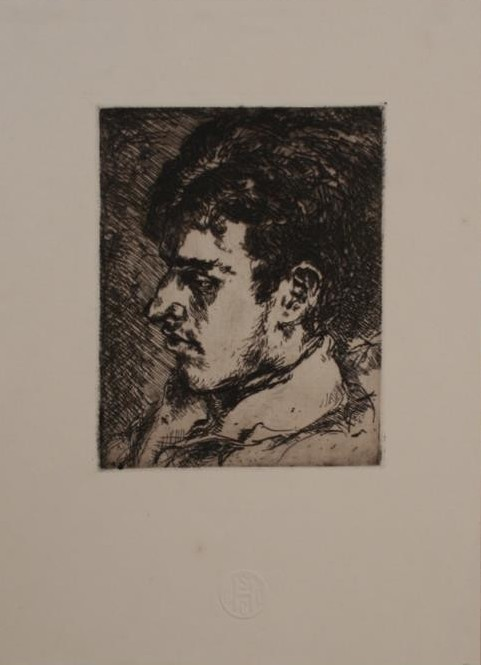
Přítel, lept
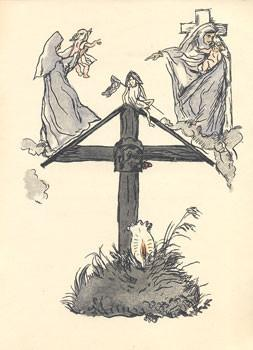
ilustrace z knihy Balada dětská, Jan Neruda

### Ilustrace
- Ladislav Čelakovský, Veliký ptačí trh, edice Umělecké snahy, nakl. A. Hlavatá Praha 1913
- Jan Neruda, Balada dětská, vyd. Družstevní práce Praha 1926

### Výstavy
- 1960 Jaroslav Bouda 1898–1919, Památník národního písemnictví